# Zsuzsanna Budapest
Zsuzsanna Emese Mokcsay (Boedapest, 1940) is een Amerikaans schrijfster, activiste, journaliste en songwriter, die onder het pseudoniem Zsuzsanna Budapest over feministische spiritualiteit en dianische wicca schrijft. Ze was de stichter van de Susan B. Anthony Coven #1, de eerste feministische coven (heksenkring).

## Biografie
Budapest werd in 1940 geboren in de Hongaarse stad Boedapest. Haar moeder was een praktiserend heks, medium en beeldhouwer. Tijdens de Hongaarse Opstand van 1956 vluchtte Budapest naar Innsbruck in Oostenrijk, waar ze haar schoolopleiding afmaakte. Aansluitend studeerde ze taalwetenschap aan de Universiteit van Wenen. In 1959 emigreerde ze naar de Verenigde Staten, waar ze aan de Universiteit van Chicago studeerde, en actief was binnen de improvisatietheatergroep The Second City. Ze trouwde en kreeg twee kinderen, maar scheidde van haar man in 1970 nadat ze zich als lesbisch identificeerde.
Ze verhuisde naar Los Angeles en werd actief in de vrouwenbeweging. Ze werkte bij het eerste Women's Center in de VS en was de oprichtster en Hogepriesteres van de eerste (gedocumenteerde) heksencoven waartoe uitsluitend vrouwen werden toegelaten. Ook was ze betrokken bij de Take Back the Night-beweging in zuidelijk Californië, die in het Nederlands als heksennacht bekendstaat.

### Hekserij
In 1975 werd Budapest in haar winkel in Los Angeles bij een tarotlegging gearresteerd wegens waarzeggerij, hetgeen in die tijd nog verboden was in de staat Californië. Budapest en haar advocaat noemden het erop volgende proces "het eerste heksenproces sinds Salem (in 1692)" en de zaak trok de aandacht van de media en van neoheidense protestacties. Ze werd niettemin veroordeeld.
Met haar advocaat spande Budapest zich in om wicca en haar vorm daarvan, de feministische dianische wicca, als godsdienst te laten accepteren. De Hoge Raad van California vernietigde het vonnis en verklaarde het verbod op waarzeggerij strijdig met de grondwet van de staat en met de Freedom of Religion Act. Het verbod op waarzeggerij werd opgeheven.

## Werken (selectie)

### Boeken
- 1975 - The Feminist Book of Lights and Shadows, over feministische wicca
- 1989 - The Holy Book of Women's Mysteries: Feminist Witchcraft, Goddess Rituals, Spellcasting and Other Womanly Arts, Wingbow Press
- 1991 - Grandmother Moon: Lunar Magic in Our Lives — Spells, Rituals, Goddesses, Legends, and Emotions Under the Moon, HarperSanFrancisco
- 1999 - Summoning the Fates: A Woman's Guide to Destiny, Three Rivers Press

### Toneelstuk
- 1976 - The Rise of the Fates: A Woman's Passion Play

### Muziek
- Grandmother Moon (cd)
- Goddess in the Bedroom (cd)

## Bron
- Dit artikel of een eerdere versie ervan is een (gedeeltelijke) vertaling van het artikel Zsuzsanna Budapest op de Engelstalige Wikipedia, dat onder de licentie Creative Commons Naamsvermelding/Gelijk delen valt. Zie de bewerkingsgeschiedenis aldaar.

- Biblioteca Nacional de España: XX1090529
- Catàleg d'autoritats de noms i títols de Catalunya: 981058520234506706
- CiNii: DA07864096
- Gemeinsame Normdatei: 115444181
- International Standard Name Identifier: 0000 0000 8410 7729
- Library of Congress Control Number: n83053620
- Bibliotheek van het Japanse parlement: 00512295
- Nationale Bibliotheek van Israël: 987012579157105171
- Nederlandse Thesaurus van Auteursnamen: 075236745
- SNAC: w61v6mpf
- Virtual International Authority File: 30265299
- WorldCat: E39PBJcrcWWP7B76wKcQGM3hHC